# Vallée de Joux
Pour les articles homonymes, voir Joux (homonymie).
La vallée de Joux est une vallée située dans la partie centrale du massif du Jura, dans le canton de Vaud (Suisse). Son nom était aussi celui de l'ancien district de La Vallée, disparu le 1er janvier 2008.
Elle est composée de trois communes : Le Chenit, Le Lieu et L'Abbaye qui comptent plusieurs villages et hameaux.
C'est l'un des berceaux de l'horlogerie et de nombreux ateliers des plus fameuses manufactures horlogères suisses s'y trouvent, comme Breguet, Audemars Piguet, Blancpain, Jaeger-LeCoultre, etc.
Les habitants de la vallée de Joux sont appelés les Combiers. Quand ils parlent de leur région, ils disent simplement : « La Vallée ».

## Géographie

### Situation, topographie
La vallée de Joux est située à environ 50 kilomètres au nord de Genève et au nord-ouest de Lausanne, à une altitude moyenne de 1 000 mètres (niveau moyen des lacs : 1 008 mètres). Sa longueur est d'environ 25 kilomètres.
Elle est composée de trois communes qui comptent plusieurs villages et hameaux dont :
- Le Chenit, qui se compose de 4 villages (appelés « fractions de commune »), Le Sentier (chef-lieu de commune), Le Brassus, L'Orient, Le Solliat et des hameaux Chez-le-Maître, Derrière-la-Côte, La Golisse, Le Campe, Le Rocheray, Les Piguet-Dessous, Les Piguet-Dessus, Le Marchairuz ;
- Le Lieu, qui contient les villages de Le Lieu (chef-lieu de commune), Le Séchey et Les Charbonnières, ainsi que le hameau des Esserts-de-Rive ;
- L'Abbaye, qui contient les villages de L'Abbaye (chef-lieu de commune), Le Pont, Les Bioux.

Le 22 septembre 2024, ces trois communes ont accepté une convention de fusion pour former la commune de La Vallée de Joux, dont l'officialisation est prévue le 1er janvier 2027.
Quoiqu'étant le prolongement de la partie française de la haute vallée de l'Orbe, autrefois dénommée des Landes, elle constitue une région géographique bien individualisée distincte des régions avoisinantes par ses caractères dominants : l'altitude et l'isolement. C'est un bassin fermé, selon René Meylan.
La vallée de Joux comprend trois lacs : deux dans le vallon principal : le lac de Joux (environ 10 km de long) et le lac Brenet et un troisième dans la combe supérieure : le lac Ter. Ces trois étendues d'eau confèrent à cette région un paysage varié, entre forêts d'épicéas, pâturages et cultures.

### Géologie

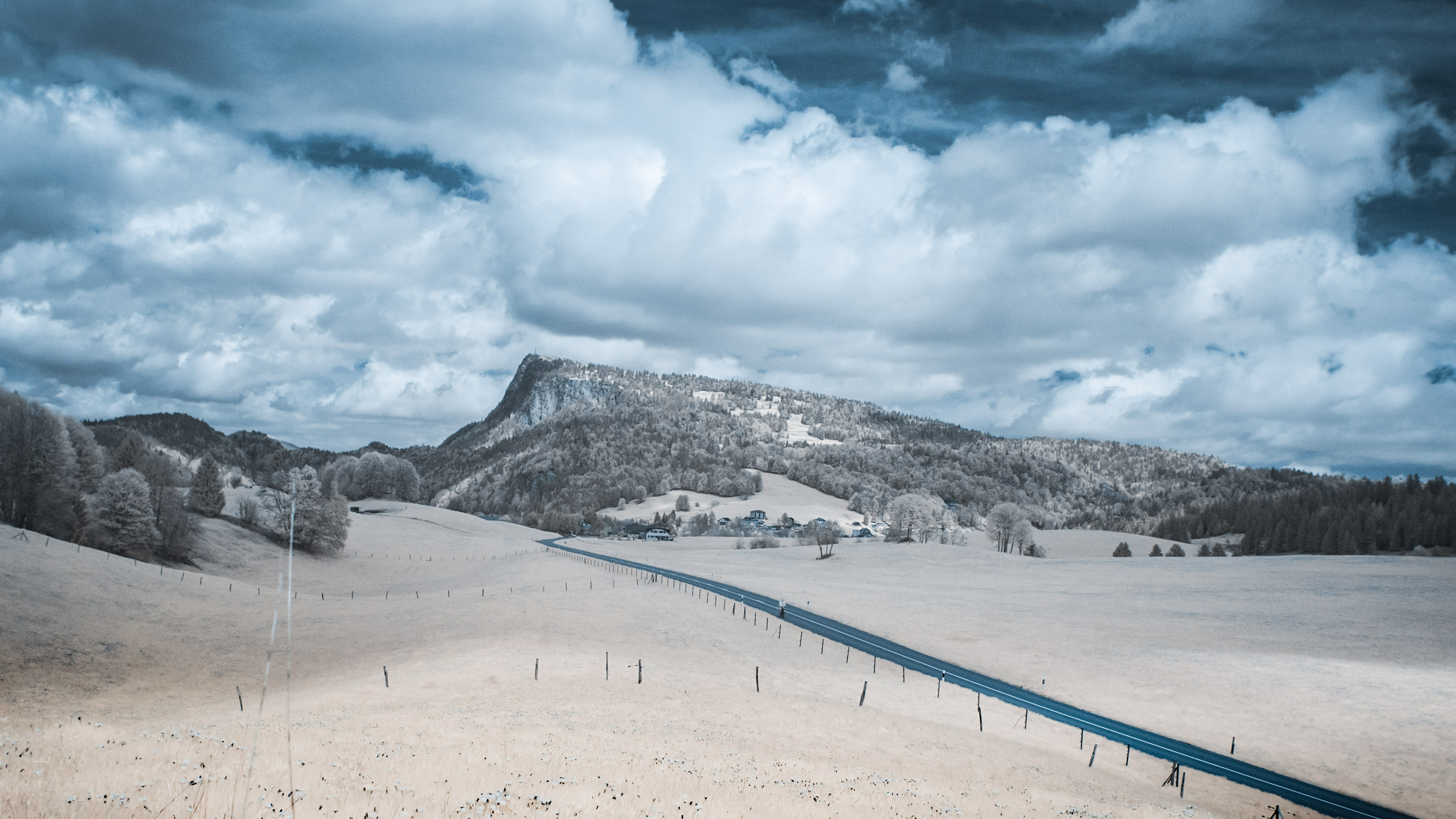
Photographie infrarouge de la dent de Vaulion prise depuis la vallée de Joux.

Géologiquement, la vallée de Joux est un vaste poljé. Les plissements qui le déterminent s'étendent sur une trentaine de kilomètres entre la dépression de Saint-Cergue à Morez et le décrochement de Vallorbe-Pontarlier. Sans tenir compte des plissements secondaires, vers l'est, du côté de la plaine vaudoise, s'étend la chaîne du mont Tendre (1 678,8 m) qui relie le Marchairuz à Petrafelix. Vers l'ouest, la vallée est fermée par le Risoud, qui culmine au Gros Crêt (1 419 m) et s'étale en un vaste plateau ondulé dont la ligne de faîte est approximativement suivie par la frontière franco-suisse. La forêt du Risoux est essentiellement constituée d'épicéas et représente une des plus vastes étendues forestières de Suisse. Au nord, le décrochement transversal forme la dent de Vaulion (1 483 m) en chevauchant la terminaison du synclinal de Joux par les parois de l'Aouille (1 147 m) et des Agouillons (1 124 m et 1 168 m).
Du côté oriental se glisse en outre un synclinal peu prononcé mais ininterrompu qui va des Amburnex jusqu'à Vaulion. Samuel Aubert l'appelle « la Haute-Combe », bien que ce toponyme ne figure sur aucun document cartographique. En fait elle porte plusieurs noms, suivant les lieux : Combe-des-Crosets, des Prés-de-Bière, des Amburnex. À l'ouest de la vallée principale, court parallèlement un vallon beaucoup plus étroit, autrefois dénommée « Combe-du-Lieu ». Une crête boisée, souvent rocheuse, La Côte, sépare les deux dépressions. Divers ravins, parfois transformés en torrents, coupent cette crête. Des entonnoirs assurent, jusqu’à un certain point, l’écoulement des eaux, mais les bas-fonds tourbeux ne manquent pas. La combe supérieure parallèle ne présente pas la régularité de la vallée principale. Des seuils séparant divers bassins la partagent en un certain nombre de tronçons.

### Climat
L’orientation de la vallée lui est défavorable au point de vue du climat. Le vent du nord s’engouffre dans cette « Sibérie vaudoise » et la balaie avec rage. À cette altitude, il faut compter avec des hivers singulièrement rudes.

## Histoire
La région faisait partie de l’immense étendue qualifiée de desertum jurense par Grégoire de Tours. Il semblerait toutefois singulier que les Romains (voire auparavant les Helvètes ou les Séquanes) n’aient pas utilisé à l’occasion la longue dépression caractéristique de la haute vallée de l'Orbe reliant la voie de Saint-Cergue à celle d’Ariolica (Pontarlier). Un modeste chemin dut se faufiler dès une haute époque à travers les marécages et les fondrières du vallon.
Ainsi s’expliquerait peut-être qu’au Ve siècle, saint Romain et son frère saint Lupicin (« pères du Jura ») aient songé à fonder l'abbaye de Romainmôtier à près de quinze lieues de leur monastère de Condat (Saint-Claude). Le territoire de la future principauté monastique s'étend ainsi du côté de l'Alémanie vers Romainmôtier, englobant la Vallée.
Un service d’étapes se serait bientôt imposé le long de ce probable chemin. C’est ainsi que, dès le VIe siècle peut-être, quelques ermites auraient habité la Vallée, et que dut apparaître l’établissement religieux de Dom Poncet, aux abords du poissonneux lac Ter, dans la combe Du Lieu. C’est aussi, en conséquence, possiblement à partir de cette époque que durent débuter de modestes défrichements et cultures de la Vallée.
Cette dépendance de la maison mère n’atteignit semble-t-il jamais une grande dimension : seule une douzaine de moines auraient résidé au Lieu-Poncet,. La Vallée demeure ainsi de longs siècles durant dans la mouvance de l’illustre abbaye bénédictine de Saint-Oyend de Joux (Saint-Claude). Cette principauté monastique jurassienne va toutefois progressivement décliner au cours du Moyen Âge.

### Moyen Âge
Ce déclin va aller de pair avec les velléités de certains seigneurs du pays de Vaud, en particulier des Grandson-La Sarraz, dont l'influence dans la région est attestée depuis le XIe siècle, d’expansion vers l’ouest, et donc dans cette partie nord-est de la haute vallée de l’Orbe. Ebal Ier de Grandson-La Sarraz contribue à l’établissement dans la Vallée d’un ordre de moines récemment fondé, rival de ceux de saint Benoît, celui des Prémontrés. Les « moines blancs » s’installèrent sur la rive orientale du lac de Joux, entre 1126 et 1134, et Ebal s’en proclame avoué (protecteur).
Avec la fondation de cette communauté religieuse, dédiée à sainte Marie-Madeleine, les Grandson-La-Sarraz (qui vont progressivement augmenter leur mainmise sur celle-ci et son territoire), obtenaient de fait un droit de regard sur la nouvelle abbaye et ses terres, seraient à même de contrôler un vaste territoire, de mieux surveiller les lieux de passage, de même que les frontières avec les seigneurs à l’Ouest sans les heurter directement,,.
Un conflit entre les deux monastères devint toutefois inévitable ; celui-ci nous est connu par plusieurs actes, répartis entre le milieu du XIIe siècle et le tout début du XIIIe siècle. Il prit très vite de l’ampleur et dépassa un cadre strictement local, car il s’agit de régler la question de la possession de la vallée de Joux, en l’absence de toute délimitation territoriale et juridictionnelle fixe/précise dans cette région.
Un premier document, de 1156, prévoit une limitation du développement ultérieur de l’établissement du Lieu, que celui-ci revienne à l’abbaye du Lac en cas d’abandon, et l’extension de l’autorité spirituelle de l’évêque de Lausanne à celui-ci (l’un des deux arbitres du litige était justement Amédée de Clermont, évêque de Lausanne...). En 1157, un nouvel acte vient préciser la question de la possession de la Vallée entre l’abbaye du Lac et celle de Saint-Oyend. Si, cette fois-ci, l’évêque de Lausanne n’est plus l’un des deux arbitres, l’issue de ce second arbitrage, aux allures de compromis, demeure favorable en pratique aux prémontrés : l’emplacement de l’abbaye du Lac revient aux prémontrés (sauf si abandon, retour à Saint-Oyend), les prémontrés étant redevables à Saint-Oyend d’une redevance annuelle (droits de pêche et de pâturage). Saint-Oyend cède en outre au monastère du Lac la possession du Lieu, en contrepartie du versement d’un cens annuel par les frères du Lieu, et de limitations à l’extension du Lieu, telle une zone neutre inconstructible entre Mouthe et le Lieu-Poncet.
Une bulle de 1177 du pape Alexandre III, confirmant les possessions de l’abbaye du Lac, mentionne entre autres : « l’endroit lui-même et toute la vallée dans laquelle votre abbaye est établie, de tous côté ». Or, si, dans ce document, l’abbaye semble posséder toute la Vallée, il peut être avancé que cette mention est surtout la marque de la puissance et des prétentions de l’abbaye du Lac, allant jusqu’à revendiquer toute la Vallée (faisant ainsi abstraction des redevances et cens annuels et perpétuels à Saint-Oyend). De son côté, Saint-Oyend semble avoir également ignoré certains aspects de l’arbitrage de 1157, la Vallée étant citée comme possession, sans restriction ni réserve, de l’abbaye bénédictine, dans un acte de confirmation des biens de celle-ci en 1184, par l’empereur Frédéric Ier. Or ces dispositions sont à prendre avec caution, ledit acte reprenant les termes de délimitation de la Vallée d’une fausse charte de Charlemagne.
En 1186, Frédéric Barberousse confirma l’arbitrage de 1157. La querelle entre les deux abbayes prend fin par un acte de 1204 (concession aux frères du Lac de la possession du Lieu-Poncet pour un cens annuel en sous de Genève), puis par un autre de 1220 (les chanoines n’étant plus en mesure de fournir de truites, conversion du cens annuel de 160 truites, pour l’abbaye du Lac, en sous de Genève, en plus du cens pour le Lieu-Poncet).
Enfin, de faux actes de 1186, 1220, 1235, 1244, 1273 et 1277 sont établis, vraisemblablement en 1334, en vue d’affirmer la grandeur de la maison La Sarraz et de légitimer les droits des Grandson-La-Sarraz sur l’abbaye et sur la Vallée,.
Le cens à verser de manière annuelle et perpétuelle mis à part, la Vallée se trouve désormais de facto rattachée au pays de Vaud et fait ensuite partie (à compter de 1344) de la seigneurie des Clées. Locataires du Lieu-Poncet auprès de Saint-Claude, les chanoines prémontrés du Lac firent longtemps exploiter leurs domaines à l'ouest du lac de Joux par des valets. Ils songèrent plus tard à les aberger à des particuliers. Le 5 décembre 1304 l'abbé du Lac Pierre Ier donne en abergement au nommé Perrinet Bron quelques terres restées désertes depuis le départ des moines du couvent du Lieu. Avec lui, considéré dès lors comme le premier habitant laïc de la Vallée, commence la colonisation de celle-ci. Jusqu'ici elle semble n'avoir été habitée que par des religieux. À l'exception des prairies autour de l'abbaye et de quelques champs cultivés par les valets des religieux, tout le territoire demeurait encore celui des « joux noires » impénétrables et encombrées de fondrières. Quoi que gérants de tous les fonds défrichés, les religieux ne peuvent cependant les sous-aberger qu'avec l'accord du seigneur de La Sarraz. Cet état de fait n'est donc pas propre à favoriser les progrès de la colonisation. Pour attirer des défricheurs à se condamner volontairement à des travaux pénibles en venant se fixer dans cette contrée sauvage, il faut leur offrir certains privilèges compensatoires. En avril 1307, Aymon de la Sarraz accorde à l'abbé et aux chanoines du Lac « le droit de recevoir librement des habitants de toute condition et de tous pays, dans la partie orientale du lac depuis Petrafelix jusqu'à l'abbaye et du côté de bise jusqu'à l'Orbe et au lac Brenet » soit toute la rive orientale des lac de Joux et Brenet. Cet accord donne aux religieux la faculté d'aberger les fonds, d'extirper des bois, de clore des prés et de bâtir des maisons en leur donnant en outre moyenne et basse juridiction avec bans, amendes, échutes, mainmorte, etc. En retour de ces concessions, l'abbé ou ses abergataires payent au seigneur de la Sarraz pour chaque habitant faisant feu un ras (quarteron) d'avoine et une géline (poule) ; ceux qui ne peuvent fournir la poule paient une cense de six deniers lausannois.
Ces conditions créent ainsi deux catégories d'habitants de la Vallée : ceux de la rive droite, dépendant du monastère, libres de toute corvée, n’acquittant qu'une redevance foncière fixe et très modeste : ils sont dits « francs abergeants ». Ceux de la rive occidentale, les habitants du Lieu ne sont pas concernés par l'acte de 1307 : ils restent justiciables du baron de la Sarraz notamment taillables et corvéables.
Un village apparaît bientôt au pied de la colline du Vieux-Môtier : la villa de Loco (nom qu’on lui donne dans les documents d'époque) qui deviendra Le Lieu. Une église ou chapelle s’édifie avant 1416, au lieu-dit à la Cité. Les habitants de la jeune localité se constituent en communauté parfois appelée Association des hommes du Lieu. Un document de 1396 est le premier à le signaler,. Son territoire comprend alors la vallée entière, à l’exception des biens domaniaux du monastère. Le développement rapide de la localité coïncide avec la période de décadence dont a souffert le monastère du Lac sous l’abbatiat de Jean de Lutry (1322-1330). Pour coloniser la Combe-du-Lieu, on fait probablement monter de la plaine, nombre d’abergataires ou de valets inoccupés à la suite de l’aliénation des biens du couvent.

### Période savoyarde
Le 24 avril 1344 François de la Sarraz, en manque de trésorerie, vend la Vallée à Louis de Savoie, fils du comte Vert (Amédée VI). Jusqu'à la conquête bernoise de 1536, La Vallée devient donc savoyarde. Les bourgeois du Lieu, vu leur dépendance des Clées, sont affranchis de tout péage et gabelle en 1371, puis de l’astriction (obligation) au maintien de la place des Clées (1393).
Apparaissent fatalement des conflits entre le monastère prémontré et ses sujets du Lieu, notamment en 1458 au sujet de droit de pêche. De 1458 à 1488, la question de la taille et des corvées met aux prises l'abbé du Lac et les bourgeois. Sur la route de Petrafelix, les habitants du Lieu attaquent et rossent copieusement l'abbé Jean de Tornafoll jugé trop exigeant et tatillon sur les taxes. Il est ligoté et amené au Lieu où il est contraint d'accorder l'affranchissement de la taillabilité. Les autorités ne l'entendent pas de cette oreille et les prévenus doivent faire amende honorable à demi nus tenant un cierge devant l'autel de l'abbatiale. En 1488 l’arbitrage de l’évêque de Lausanne tranche le différend relatif aux dîmes ecclésiastiques que les habitants du Lieu se refusaient à payer.
Le monastère du Lac a alors du plomb dans l’aile : la règle n’y est plus observée. Des familles de colons viennent s’installer dans l’enceinte même de l’abbaye : Vinet Rochat et ses fils venant de Rochejean dans l'actuel département du Doubs (28 janvier 1480), en 1492, Humbert Berthet et ses fils deviennent concessionnaires sur la Lionne, à condition d'y établir une scierie à proximité de la forge des Rochat (origine des Berney de L'Abbaye), enfin les Guignard, également d’origine bourguignonne, venant de Foncine (7 janvier 1534). En 1514, les descendants de Vinet Rochat se rendent acquéreurs d'un vaste mas de prés aux Charbonnières. À côté de l'agriculture ils s'y livrent à l'industrie : un martinet, une meule et une scierie fonctionnent sur la Sagne. En 1524, ces mêmes Rochat obtiennent la concession de l'entonnoir principal du lac Brenet : ils y édifient des moulins, battoirs et scieries. Les usines de Bonport vont durer jusqu'à l'aube du XXe siècle.
Au cours du XVe siècle, des idées réformatrices pénètrent dans la Vallée. Le procès intenté à Étienne Aubert, recteur du Lieu, le 9 juin 1480 pour cause d'hérésie en témoigne. Le malheureux meurt dans les prisons l'abbaye du Lac pendant son instruction, puis le procès se conclut par son acquittement, un peu tardif.

### Période bernoise
En 1536, Jean-François Nägeli conquiert le Pays de Vaud. La reddition des Clées le 21 mars 1536 par son châtelain Jean de Valeyres entraîne donc la soumission de la Vallée, sa dépendance. Par voie hiérarchique, elle est alors rattachée au bailliage d'Yverdon.
Le dernier abbé, Claude Pollens, jure fidélité aux nouveaux souverains. Il est même un temps l'administrateur des biens de l'abbaye (1538). Par la suite, Besson se convertit au protestantisme, se marie et se retire à Cuarnens où il a obtenu en fief tout le domaine de la grange éponyme. Il ne renonce à ses droits sur le couvent qu'en 1542. Les bâtiments du monastère sont abergés « à perpétuité » à Claude de Glâne, seigneur de Villardin (15 août 1544), puis à Jean de Valeyres (31 octobre 1569) et enfin à Jaques Berney en 1600. Les pierres taillées provenant des démolitions représentent un matériau de choix pour bâtir, en on ne se gêne pas pour l'utiliser. Berne d'ailleurs ne semble pas s'y opposer, car elle voit ainsi le moyen de faire disparaître les vestiges du culte catholique. Les Combiers, en conflit fréquent avec le monastère du Lac, soumis parfois à des humiliations déplacées, saluent sans doute avec soulagement le nouveau régime politique et acceptent la nouvelle religion sans trop rechigner, les réfractaires gagnant la Comté voisine.

« À noter pourtant que certaine éminence, sur la Montagne-des-Chaumilles, au territoire du Chenit, répondit longtemps au nom significatif de Crêt-des-Idoles. Cette appellation daterait-elle de l’époque de la Réformation et rappellerait-elle que les occupants des rares fermes de la région y venaient pendant la belle saison pratiquer les cérémonies interdites, à l’abri de toute dénonciation possible ? – Nous ne le saurons jamais. Au Lieu, les croix qui couronnaient les hauteurs disparurent, non sans laisser des traces durables dans la topographie. Ce qui restait des édifices bénédictins servit de carrière ou acheva de s’écrouler. Le calvaire et l’oratoire présumés subirent le même sort. Les vestiges du sentier à lacets suivi par les processions disparurent sous les herbes folles. L’ours remplaça la croix de Savoie sur les bâtiments publics. »

— A. Piguet, la commune du Lieu de 1536 à 1646, vol. 1, p. 2-3
Les nouveaux maîtres s'appliquent à maintenir les droits que les Combiers avaient du temps des religieux. Ils continuent à disposer librement de vastes pâturages pour leur bétail, de la faculté de couper du bois pour leur affouage, la construction, la réparation de leurs maisons et pour leur artisanat (la boissellerie surtout) : ce droit est appelé ici « droit de bocherage ». Il n'a pas grande importance à l'origine mais il joue au XVIIIe siècle un rôle capital dans les procès signalés plus loin. Le droit de pêche à la ligne (l'utilisation de filets ou autres instruments étant soumise à autorisation), apanage immémorial des habitants, est également maintenu. De nouveaux droits viennent s'y ajouter : la faculté de sous-aberger des terrains demeurés vierges à des bourgeois, voire à des étrangers et le droit de four. C'est ainsi que les communes de Bursins et de Burtigny obtinrent la tranche du mas de Praz-Rodet située à orient de l’Orbe, jusqu’au ruisseau du Brassus le 20 juillet 1543. De cette manière, plusieurs communes de la plaine devinrent propriétaires de terrains à la Vallée.
En revanche, les allocations de sel que les religieux touchaient des sires de Salins sont abolies : le prix du sel monte alors jusqu'à 30 florins, chiffre exorbitant pour les pauvres de l'époque. Diverses épidémies de peste ravagent tant le Pays de Vaud que la Franche-Comté de 1536 à 1600. La Vallée n'est bien entendu pas épargnée : de 1565 à 1575, on ne parvient même pas à maîtriser le fléau.
Le 3 janvier 1555, LL.EE. concèdent au citoyen Jean Herrier l'autorisation de construire des hauts fourneaux, forges et martinets sur le cours du Brassus en un lieu où se situait une ancienne usine abandonnée. L'industrie métallurgique y subsiste plusieurs siècles, grâce à la force motrice du ruisseau et aux forêts qui fournissent du combustible en abondance. Le minerai de fer provient des mines des Charbonnières et du Risoud, mais également de la Bourgogne voisine. À part la métallurgie proprement dite, la principale industrie exercée par les habitants de cette époque est le charbonnage : de nombreuses meules permettent de fournir en charbon de bois les forges naissantes. Le village des Charbonnières leur doit son nom.
En 1566, la Vallée est rattachée au bailliage de Romainmôtier.
Le 10 mai 1557, la commune du Lieu vend son mas de Praz-Rodet à deux gentilshommes verriers français : Julian-David Duperron, de Saint-Lô en Cotentin, et François Prévost, de Beaulieu en Poitou. Un troisième industriel se joint à eux vers 1558-1559 : Pierre Le Coultre, originaire de Lizy-sur-Ourcq au diocèse de Meaux. Sachant pouvoir utiliser certains bancs de roche siliceuse pour la fabrication du verre, ils y établissent une verrerie qui dure peu de temps : jusqu'en 1563 où ils revendent l'ensemble du mas à la ville de Morges. Duperron regagne son Cotentin natal, emmenant avec lui son fils, le futur cardinal Jacques Duperron, né à Orbe en 1556. Pierre Le Coultre, lui, demeure à la Vallée où il épouse la fille de Michel Corcul, un autre réfugié huguenot. Malgré sa brève existence cette verrerie allait en inspirer plusieurs autres et constituer une activité industrielle importante avant l'apparition de l'horlogerie. Ainsi Pierre Le Coultre et Zacharie, fils de Michel Corcul et beau-frère de Le Coultre fondent une seconde verrerie à La Thomassette en 1559. Le 25 mars 1568, ils en fondent une troisième à L'Ordon, près de la Combe-du-Moussillon, comme les autres d'une durée de vie éphémère. Il faut attendre un siècle (1698) pour voir apparaître une quatrième verrerie aux Grands-Plats, propriété de David d’Aubonne, seigneur de Préverenges. L'Abbaye connut également une verrerie sur la rive droite de la Lionne à la même époque, Le Lieu, en revanche n'en compta jamais. En France, la profession de verrier était fort considérée : d'authentiques nobles l’exercèrent souvent. Son simple exercice anoblissait le roturier, d’où jalousie des autres corps de métier et mépris des nobles de naissance. La gentilhommerie verrière assurait l’exemption de la taille et des autres redevances du commun peuple. En revanche, la profession obligeait souvent ses membres à résider hors des limites étroites de la Vallée. C'est ainsi qu'on en retrouve à Montricher, à Berolle, etc.
La verrerie utilisait comme matière première le sable, soit le calcaire que l'on trouvait sur place et la potasse que l'on devait extraire des cendres de bois, en général du hêtre. Celui-ci était séché et incinéré, puis les cendres ainsi obtenues et maintenues à l’état très pur (à l’abri de tout mélange avec de la terre ou de petites pierres) étaient lessivées de manière à en retirer les principes solubles. On évaporait ensuite cet extrait liquide jusqu’à l’obtention d’une masse solide à structure cristalline, soumise enfin à une forte calcination. La potasse prête, il s’agissait de fabriquer le verre lui-même en chauffant tous ces ingrédients dans un four. On imagine aisément la quantité de bois dévorée par cette industrie : il fallait environ 185 m3 de bois pour obtenir 100 kg de potasse. LL.EE. finirent par interdire les verreries pour préserver les forêts (21 février 1709). Samuel Aubert y voit l'origine de l'aspect actuel des crêtes du Jura, pratiquement toutes déboisées dans cette région, alors que rien ne s'oppose à l'établissement de la forêt comme c'est le cas en d'autres lieux.
Il existait de longue date une rivalité entre les habitants des deux versants du Risoud. Celle-ci se manifestait parfois par de simples altercations mais se terminait souvent par des horions, voire des coups de feu. Tant les Combiers que les Bourguignons vivaient sans cesse sur leurs gardes. On lit dans un document de 1778 :

« Dans ces quartiers du Mont-Jura (...) les hommes vont au temple en tout temps avec le fusil et la baïonnette comme prêts incessamment à combattre et pendant le service divin, ils ont le fusil entre les jambes ou bien ils le mettent à des râteliers qui sont faits exprès dans un coin du temple. Ils en usent ainsi en vertu d'un ancien usage où ils étaient autrefois, de se tenir en garde contre les irruptions des Bourguignons dont ils se défiaient. »

— Ruchat, A., États et délices de la Suisse, op. cit., p. 372
En 1565, on voulut fixer la limite du côté des Rousses et mesurer exactement la lieue vulgaire dont il était fait mention dans l'acte de Frédéric Barberousse de 1186. La tradition rapporte qu'un Combier et un Comtois partirent au même instant en suivant le cours de l'Orbe. Le Comtois faisait de longues enjambées pendant que le Combier marchait à tout petits pas. Au bout d’une heure, un espace considérable séparait les deux champions. Les deux députés des deux seigneuries firent planter la borne juste au milieu des points extrêmes atteints par les coureurs. Cet épisode est très certainement une légende. Il ne put de toute façon pas mettre les parties d'accord, puisque l'année suivante déjà, en 1566, une conférence des députés du roi d'Espagne Philippe II de Habsbourg, cousin de Maximilien II, empereur du Saint-Empire romain germanique (dont dépendait la Franche-Comté) et de LL.EE. de Berne décidait de soumettre la cause à des arbitres extérieurs.
Le 7 octobre 1571, la rive droite des lacs, autrefois nommée « Combe-de-L'Abbaye » obtient sa séparation d'avec la commune jusqu'alors unique du Lieu et se constitue en une communauté distincte : c'est l'apparition documentaire de la commune de L'Abbaye,.
En 1576, Jérôme Varro de Genève allié aux Chabrey du Faucigny, établis sur les anciennes terres du domaine abbatial direct au Brassus obtiennent l'érection de leur domaine en un fief noble : la seigneurie du Brassus,. Ce royaume lilliputien va prendre une certaine importance grâce aux usines qui y sont établies sur le ruisseau du Brassus depuis la fin du XVe siècle déjà. On y voit aussi la construction d'une gentilhommière à tourelle, reprise par son ancien fermier Rochat et qui devient plus tard l'hôtel de La Lande. Ce fief va durer 108 ans : jusqu'en 1684, date à laquelle Dominique Chabrey vend la seigneurie à LL.EE. Les armoiries actuelles de la fraction de commune du Brassus reproduisent les armes de ces deux familles.
Au début du XVIIe siècle, un brasseur d'affaire genevois, Hippolyte Rigaud, rachète plusieurs établissements industriels à la Vallée. Il s'agit entre autres de la forge de L'Abbaye, fondée par Gabriel et Michel Berney (1544), cédée par la suite aux Varro de Genève, d'une raisse reprise des Languetin, et d'une tannerie, également à L'Abbaye et surtout des usines de l'entonnoir de Bonport sur le lac Brenet, reprise en 1602 des Rochat. En 1605, le sieur Rigaud est le plus important contribuable de la Vallée, mais il n'y habite probablement pas. En vue d’assurer le développement de ses usines métallurgiques, Rigaud a obtenu le monopole de l’exploitation des mines de fer dans toute l’étendue de la Vallée, soit les mines des Charbonnières, du Solliat au Risoud, du Bas-du-Chenit et de L'Abbaye. Le transport du minerai s'effectue au moyen de lourds radeaux manœuvrés sur les lacs. Rigaud, qui sait ses établissements de Bonport d’un faible rendement, n'hésite pas à les sacrifier à son aciérie de L’Abbaye. Une élévation éventuelle du niveau des lacs de quelques mètres pourrait permettre à ses radeaux chargés du minerai des Charbonnières de passer plus facilement du petit au grand lac. À cette fin, il bouche l'entonnoir de Bonport au moyen d'un gros plot de bois, provoquant la montée progressive des eaux des lacs, qui finissent par déborder. Une injonction du 6 août 1630 émanant de LL.EE. ordonne le débouchage de Bonport sans mentionner qui supportera les frais. On ignore également comment on s'y prit à cet effet.
Vers 1638, à la fin de la guerre de Trente Ans, les Suédois de Bernard de Saxe-Weimar ravagent la Comté espagnole. Une bande franchit la frontière. Nous sommes un dimanche matin, à l’heure du sermon, seule une vieille, la femme de Jaques Mignot, reste à sa ferme de La Vuarraz. À l’arrivée de l’ennemi, cette courageuse personne bat du tambour, donnant l’éveil. Les cloches sonnent et les fidèles sortent leurs fusils déposés au temple même sur un râtelier. Les Suédois poursuivis réussissent à repasser la frontière. Seule la perte d’un cheval est à déplorer.
Le 31 octobre 1646, c'est au tour du Chenit de se séparer de la commune mère du Lieu. La Vallée compte désormais les trois communes actuelles.
Le 20 septembre 1648, les députés d'Espagne et de Berne parviennent enfin à se mettre d'accord sur le tracé de la frontière. Le traité est signé et les bornes sont plantées le 21 juillet 1649. Une de ces bornes a subsisté jusqu'à nos jours sur le pâturages des Grands-Plats : la borne du Carroz, sur laquelle on voit le lion d'Espagne et l'ours de Berne avec la date 1649. Une seconde date est rajoutée (1824), cette fois avec la fleur de lys française et l'écusson vaudois.
Le 10 mai 1691, un incendie ravage la chapelle saint Théodule (ou petit temple) du Lieu. Dans ce sinistre, toutes les archives de la Vallée disparaissent, le juge Nicole parle de « perte irréparable ». Lucien Reymond relate la catastrophe dans sa notice de 1864 en y ajoutant certains détails :

« Le village devenu grand et populeux, fut anéanti, presque en entier par un incendie (…) il n’échappa que quelques maisons dans la partie inférieure (…) les archives, qui renfermaient tous les documents importants de la Vallée, brûlèrent, ce qui a été une perte immense et irrémédiable pour notre contrée. »

— L. Reymond, Notice (1864), p. 34-35
Sa seconde notice de 1887 s'exprime en des termes identiques. À sa suite, le Dictionnaire historique du canton de Vaud relaie l'assertion d'une destruction complète du village du Lieu. Or cette affirmation est inexacte, comme l'a démontré Auguste Piguet : seule la chapelle saint Théodule fut la proie des flammes. Le livre du Conseil se trouvait alors chez le secrétaire qui l'avait opportunément emporté chez lui : en échappant au désastre, il nous restitue également le film des événements. La perte des documents n'en reste pas moins fort préjudiciable à l'histoire combière.
Le juillet 1700, l'Illustre Chambre des bois publie un règlement au sujet des bois de ban. Celui-ci modifie le doit de bocherage signalé plus haut en permettant aux propriétaires du sol de mettre en défend ou de banaliser une portion de la surface du terrain boisé. Auparavant les abergataires ne devenaient propriétaires que du pâturage, ils ne pouvaient disposer des bois que pour l'entretien et l'usage de leurs chalets. Telle fut l'origine de ces bois à ban répandus sur toutes nos montagnes. Le juge Nicole se contente le signaler en disant : « Je ne m'arrêterai pas à en expliquer le contenu, puisqu'il est assez connu de chacun » : c'est dire l'importance que prenait ce droit aux yeux de Combiers de l'époque.
La population ayant passablement crû au cours du siècle, de nombreux jeunes gens s'enrôlent dans des régiments étrangers, au service de la France, de l'Angleterre, de la Hollande, etc. Quelques-uns parviennent même à des situations avantageuses, comme un nommé Capt qui devient chambellan du roi Frédéric-Guillaume III de Prusse. En 1712, les compagnies des trois communes participent aux guerres de Villmergen. C'est à la suite de cet épisode qu'est fondée l'abbaye des Fusiliers du Chenit.
Au cours des années suivantes, Joseph Guignard, qui a fait un apprentissage dans le pays de Gex, devient le premier lapidaire de la Vallée. Lucien Reymond fixe la date de cet événement à l’année 1712, information reprise par Marcel Piguet. En réalité Joseph Guignard a été présenté au temple du Sentier le 31 octobre 1706, ce n’est donc que bien plus tard qu’il a pu introduire l’industrie lapidaire à la Vallée. On compte 150 pierristes dans la commune du Chenit en 1749 selon le pasteur Agassiz. C'est le début de cette industrie à la Vallée : celle-ci a été précédée par diverses tentatives issues de la métallurgie : serrurerie, coutellerie, fabrication d'horloges, etc. Selon le juge Nicole, c'est l'incendie des forêts du mont Tendre dû à une sécheresse en 1705 qui en est à l'origine. La plupart des habitants qui vivaient du charbonnage et du charriage du bois en sus de leurs modestes exploitations agricoles se voient réduits à la misère, ils se tournent alors vers d'autres débouchés.
En 1740, Samuel Olivier Meylan introduit l'horlogerie à la Vallée. On peut s'étonner de son apparition tardive, malgré la proximité immédiate de Genève où elle était florissante dès le XVIe siècle. En fait, les premiers horlogers établis au Pays de Vaud ont trouvé appui auprès de LL.EE. pour s'ériger en corporation (ou maîtrise) et se sont armés d'un règlement défensif en monopolisant dans leur intérêt la vente des montres en Pays de Vaud. Ce règlement exige cinq ans d'apprentissage chez un maître breveté, après quoi le jeune horloger devient membre de la corporation avec titre de maître et le droit de former des apprentis. La longueur de l'apprentissage représente en fait une véritable muraille et l'accès à la profession reste l'apanage d'une portion très restreinte de la population. Samuel Olivier Meylan en fait les frais, puisqu'après son apprentissage à Rolle, il croit pouvoir se dispenser de faire soumission à la corporation pour conserver sa liberté de travail. La maîtrise le somme alors de renvoyer son apprenti, de sorte qu'il part pour Neuchâtel avec son élève, puis se présente devant la maîtrise de Moudon pour y réaliser son chef-d'œuvre. À la même époque, d'autres jeunes gens partent apprendre le métier à l'extérieur : Pierre Henri Golay de Derrière-la-Côte, à Fleurier (1742) et Abraham Samuel Meylan de L'Orient, la même année à Rolle,. Tel est le point de départ de cette nouvelle activité et avec elle le succès qu'on lui connaît aujourd'hui.
Samuel Olivier Meylan inspire un siècle et demi plus tard au docteur Jakob Hofstätter, un médecin soleurois établi à la Vallée, une nouvelle romanesque qu'il intitule « Le premier horloger du val de Joux », publié dans la Feuille d'avis de 1927 et rééditée en 1979. Auguste Piguet lui consacre également un article dans la même « Feuille ».
Les excès du bocherage éveillent l'attention de la Chambre des bois qui intente un procès à la commune du Chenit soutenue par celle du Lieu. Le procès du Risoud ou Grand Procès passe par toute la filière judiciaire. LL.EE. à la fois juges et parties obtiennent naturellement gain de cause et s'attribuent l'ensemble de la forêt en vertu du droit régalien (30 mars 1762). Cette décision aurait pu avoir des conséquences désastreuses si l'art lapidaire et l'horlogerie n'avaient pris leur essor à la même époque. En revanche nous lui devons d'une certaine manière l'existence actuelle de la magnifique forêt du Risoud.
Le 24 octobre 1779, la Vallée reçoit un visiteur de marque en la personne de l'écrivain Johann Wolfgang von Goethe, venu en compagnie du duc Charles-Auguste de Saxe-Weimar-Eisenach et du baron Wedel. Partis de Rolle, dans l’après-midi, la nuit les surprit en route. Parvenus au Marchairuz en trois heures, les voyageurs croient apercevoir un lac. C’est un épais brouillard recouvrant la Vallée. Plutôt que de chercher asile au logis de La Lande, hanté par les ouvriers bruyants et animés des forges, les trois cavaliers préfèrent descendre dans une maison particulière.

« La compagnie d’un capitaine nous assura bon accueil dans une maison où il n’était pas coutume d’héberger des étrangers. Elle ne se distinguait en rien quant à la construction des bâtiments ordinaires, sauf toutefois que le local qui occupait le milieu servait conjointement de cuisine, de chambre familiale et d’antichambre. De là on pénétrait de plain-pied dans les autres pièces. L’escalier tendant à l’étage y prenait aussi naissance. Sur l’un des côtés de ce local, le feu brûlait à même le sol sur des dalles. Une vaste cheminée, solide et propre, tapissée de planches, accueillait la fumée. Les portes des fours s’apercevaient dans un coin. Le sol du local était entièrement planchéié, à l’exception des abords de la fenêtre et de l’évier qui étaient pavés. On distinguait tout autour, même au plafond sur les poutres, une quantité d’objets de ménage, tous dans un certain état de propreté. »

— Goethe, Briefe aus der Schweiz, 27.10.1779, Genève
La journée du 25 fut remplie par l’ascension de la Dent-de-Vaulion. Au retour, vers les quatre heures, les excursionnistes trouvèrent un dîner refroidi. L’hôtesse s’excusa en assurant qu’il avait été à point vers midi. Les jeunes étrangers n’y firent pas moins grand honneur.
La fin du XVIIIe siècle voit également l'apparition d'une nouvelle industrie : la dentellerie, venue de France. De nombreux réfugiés huguenots avaient tenté sans succès durable de l'introduire sur le sol vaudois, alors que cette industrie prospérait depuis longtemps dans les montagnes neuchâteloises. La tradition rapporte qu’un garçonnet de 10 ans, Abraham Louis Reymond du Solliat, émerveilla un étranger de passage par sa dextérité dans le maniement des fuseaux. Vers la même époque, le nommé Jaques Abraham Joseph Meylan, dit le Bossu, du Solliat, occupe une vingtaine d’ouvrières. Meylan, puis sa femme et ses filles représentent à la Vallée l’important commerce de dentelle des frères Rosselet aux Verrières. Le débouché principal est le midi de la France, les dentelliers se rendent régulièrement aux foires de Beaucaire. L'industrie dentellière dure jusque vers 1820-1830. Une épidémie de choléra y met fin en 1831. Pendant la Révolution et l'Empire, la dentelle devient un objet de contrebande fort prisé entre Mouthe et la Vallée.
Vers la fin du siècle également, les idées révolutionnaires pénètrent à la Vallée. Les publications incendiaires et les chansons satiriques passent aisément la frontière. Les négociants en pierres fines qui reviennent de France influencent une partie de la population, surtout au Chenit. Philippe Berney, placier, des Bioux, est arrêté et détenu à Aarburg. David Golay du Chenit, est banni pour « propos déplacés ». En 1795, Jaques-David Rochat prend la direction des mécontents : il propose d'établir une école des métiers. Le comité directeur du Chenit prend alors le nom de Société des amis de la liberté du Chenit. Des arbres de la liberté sont plantés à la Vallée. À l'autre bout du vallon, au Lieu, les idées révolutionnaires passent beaucoup moins bien, on regrette les Bernois, l'arbre de la liberté y est arraché. Lausanne fait occuper militairement la commune. En 1798 est proclamée la République helvétique : le Pays de Vaud devient le canton du Léman. La France exige un contingent de 18 000 hommes : des Combiers vont mourir sur les champs de bataille d'Allemagne, d'Autriche et de Russie. En 1803, Napoléon impose à la Suisse l'Acte de médiation : c'est l'indépendance vaudoise.

### Période vaudoise
Le 14 avril 1803, Philippe Berney édifie une stèle à L'Orient frappée des initiales NM (Napoléon médiateur). Le colonel Samuel-Henri Rochat (1783-1861) compose l'hymne vaudois.
La manufacture d'horlogerie de la maison Louis Audemars est fondée au Brassus en 1811.
L'année 1816 est connue comme « l'année sans été ». Comme dans le reste de l'Europe, la disette frappe la Vallée. C'est à cette date qu'est fondé l'hôpital du Chenit à L'Orient. Cet organisme de bienfaisance dure jusqu'en 1940. De par les lois d’assistance bernoises, les communes étaient tenues de secourir leurs ressortissants, leurs familles et descendants tombés dans le besoin avec pour résultat des charges écrasantes pour certaines communautés de la montagne et un fardeau léger pour les communes de la plaine d’où l’on essaimait guère.
En 1833, Antoine Le Coultre (1801-1881) fonde un modeste atelier d'horlogerie, la manufacture Le Coultre & Cie au Sentier, embryon de la future marque horlogère Jaeger-LeCoultre.
En 1837, on inaugure un nouveau temple au Brassus.
Au Brassus, le 1er septembre 1840 voit le premier numéro typographié de la Feuille d'avis de La Vallée réalisée par François Dupuis, de Gressy, à la demande du Cercle des Amis du Brassus. Elle avait été précédée dès 1838 par des numéros autographes réalisés par M. Dumas, régent au Brassus. Ce périodique, véritable trait d'union de tous les Combiers, continue fidèlement de paraître tous les jeudis, comme à son origine. Plusieurs personnalités combières bien connues ont souvent contribué à sa rédaction, Auguste Piguet, Samuel Aubert, Claude Berney, etc.
Le 19 juillet 1858, le village du Lieu est à nouveau ravagé par un incendie, 34 maisons sont détruites. Auguste Reymond prend des photographies du désastre qui deviennent plus tard célèbres ; il constitue en même temps le premier reportage photographique sur la Vallée. Le sinistre a pour conséquences de remodeler complètement l'aspect du village jusqu'à rectifier les rues principales.
Lors de la guerre franco-allemande de 1870, des soldats de l'armée de l'Est commandés par le général Charles-Denis Bourbaki se réfugient à la Vallée en franchissant le Risoud au cours d'un hiver terrible (1er février 1871), empruntant le Chemin-des-Mines au-dessus du Solliat, le Chemin-des-Piguet et le Chalet-Capt pour atteindre le Brassus, le chemin Chez-Claude au-dessus du Lieu et aussi le Pré-Gentet et la Grand-Combe pour atteindre Le Pont et les Charbonnières. Stationnées provisoirement dans les temples et les maisons particulières, les troupes sont ensuite évacuées vers la plaine vaudoise puis dispersées dans toute la Suisse, sauf le Tessin. En tout, ce sont 12 000 hommes, 500 chevaux et 9 canons qui transitent par la Vallée. Le 4 février, il ne reste plus à la Vallée que les éclopés. Le chalet de la Thomassette est utilisé pour abriter les soldats atteints de maladies contagieuses. L'un d'eux, trop malade pour pouvoir donner son nom y meurt, inconnu et loin des siens. Un modeste monument y a été élevé sur sa tombe. L'état de délabrement de ces malheureux a laissé un souvenir durable dans la population combière qui s'est largement mobilisée pour leur porter secours et réconfort. Cet épisode eut également des conséquences inattendues : les stocks d'armes et de munitions abandonnés par les soldats constituèrent de véritables arsenaux familiaux, redoutables en cas d'incendie, hélas fréquents en ces lieux...
De 1875 à 1885, une grave crise horlogère frappe la Suisse et tout particulièrement la Vallée. Les industriels américains se sont mis à produire des composants de montres si précis qu'ils deviennent interchangeables sur les différents modèles. Les exportations vers les États-Unis chutent de 75 %. Obligées de réagir, les entreprises se lancent à leur tour dans la fabrication des pièces sur machines à haute précision.
Vers la fin du XIXe siècle, une nouvelle industrie prend un essor fulgurant : la production de glace extraite des lacs, congelés jusque tard dans la saison dans la chaîne du Jura. Ce matériau est destiné aux grands hôtels de la Riviera lémanique, voire à ceux de Dijon ou de Paris, où il est fort prisé des restaurateurs et de leurs clients avant l'invention des congélateurs. Le transport s'effectue d'abord par char via la route de Petrafelix et le col du Mollendruz. On s'imagine sans peine la perte phénoménale de matière qui en résulte. La Société des glacières du Pont décide donc de faire construire une voie ferrée pour convoyer plus rapidement la précieuse marchandise et commandite la dite construction. Le 30 octobre 1886, la ligne Vallorbe – Le Pont est inaugurée. La Vallée est désormais rattachée au Pays de Vaud par les soins de la Compagnie de la Suisse occidentale et du Simplon. L'industrie de la glace poursuit sa belle aventure, malgré plusieurs faillites et le recul des activités durant la Première Guerre mondiale. Dans la nuit du 2 au 3 avril 1927, un incendie détruit entièrement les glacières du Pont, le coup est dur mais pas fatal : les glacières poursuivent leur activité jusqu'à leur fermeture définitive en 1942.
Le 19 août 1890, un cyclone ravage la Vallée de bout en bout, mais principalement Le Chenit où le hâmeau du Crêt-des-Lecoultre est rayé de la carte. Partie de la région de St-Claude, qu'elle détruit entièrement, la tornade suit les combes du Jura jusque dans la région du Creux-du-Van. Cette catastrophe, décrite comme « un torrent de foudre et d'électricité » laisse un souvenir profond dans les mémoires pendant des dizaines d'années. Le chemin de fer récemment construit assure les années suivantes l'exploitation de l'énorme quantité de bois couchés laissés par l'ouragan.
Le 15 décembre 1896, le téléphone est installé à la Vallée. Le réseau est distinct entre le bureau central du Sentier les des bureaux intermédiaires privés au Brassus et au Pont. Le Lieu est relié au central du Sentier.
Après des années d'affrontement sur son tracé (suivra-t-il la rive orientale ou occidentale du lac ?) et son écartement (utilisera-t-on une voie métrique, une voie Decauville ou encore une voie normale comme celle du Vallorbe-Le Pont ?), le chemin de fer Pont-Brassus est inauguré le 19 août 1899. Il longe la rive occidentale en utilisant une voie normale. La question du tracé de la ligne divise pour la première fois les Combiers entre eux. Parmi les perdants, les partisans de la ligne orientale par L'Abbaye et Les Bioux donc, figure Lucien Reymond, qui prévoyait même de la prolonger au plus vite jusqu'aux Rousses.
Le 8 août 1898, se constitue une « Société pour le développement du village du Sentier » présidée par Henri Gallay. Elle souhaite la création de structures de proximité pour organiser certains services que la commune n'est pas en mesure de mettre en place, à cause de l'éloignement des hameaux entre autres. Les villages assurent leur propre service du feu, la voirie est encore inexistante, par exemple. C'est ainsi que le 17 novembre 1900, le village du Sentier est autorisé par le Grand Conseil vaudois à se constituer officiellement en fraction de commune.
L'année 1901 voit la création de la Compagnie vaudoise des lacs de Joux et de l'Orbe, suivie aussitôt de la construction de l'usine électrique de La Dernier (1901-1902) qui assure la fourniture électrique de la Vallée (1903). Un tunnel est creusé sous le mont d'Orzeires dès La Tornaz en direction de Vallorbe qui sert de conduite forcée. Quatre siècles après Rigaud, l'entonnoir de Bonport est définitivement bouché et la question des inondations périodiques est enfin réglée.
Le 1er juin, l'École d'horlogerie du Sentier (actuellement École technique de la vallée de Joux) est inaugurée,. Elle a été construite à l'instigation de la Société industrielle et commerciale.
Dans sa séance du 6 mai 1904, le Grand Conseil vaudois autorise le village de L'Orient-de-l'Orbe à se constituer en fraction de commune et à porter dorénavant le nom de L'Orient.
Le 23 novembre 1908, c'est le Brassus qui se constitue à son tour fraction de commune.
Le 30 septembre 1934, l'Hôtel de La Lande, au Brassus, est détruit par un incendie. Construit vers 1660, il avait été rehaussé en 1855. Sa reconstruction dure plusieurs années : il n'est finalement complètement rénové qu'en 1955.
Le 17 novembre 1934 est inaugurée l'infirmerie du Chenit, futur hôpital de La Vallée. Sa genèse a été longue : les premières requêtes pour sa construction datent de 1866 où divers fonds et legs conduisent à la création d'un comité qui établit un rapport en vue de la création d'une infirmerie de district. Le bâtiment sous sa forme actuelle, situé au Sentier, n'est inauguré que le 27 août 1982. Il n'est plus actuellement qu'un membre du réseau des « Établissements hospitalier du Nord vaudois » (eHnv).

## Activités

### Domaine skiable
La vallée de Joux accueille quatre stations de ski, qui coopèrent au sein d'une offre forfaitaire commune :
- Dent de Vaulion (2 remontées mécaniques) ;
- L'Abbaye (4 remontées) ;
- L'Orient (3 remontées) ;
- Le Brassus (2 remontées).

Si l'on prend en compte la totalité des pistes des quatre stations, il s'agit du domaine skiable le plus étendu du Jura suisse. Toutefois les stations sont situées chacune à quelques kilomètres de route l'une de l'autre. Il n'est donc de fait pas possible de parler de domaine skiable relié skis aux pieds. La pratique du ski nocturne est possible du mardi au vendredi sur une piste du domaine de L'Orient. La luge peut être pratiquée dans la vallée à divers endroits, toutefois sans aide de remontée mécanique. Six itinéraires ont été aménagés pour pratiquer la raquette à neige.

### Industrie
La vallée de Joux est un haut lieu de l'horlogerie réputé pour abriter le développement et la fabrication des plus grandes complications de montres. Les marques horlogères suivantes y sont notamment établies :
- Audemars Piguet ;
- Jaeger-LeCoultre ;
- Blancpain ;
- Vacheron Constantin ;
- Breguet.

L'industrie horlogère profite largement de la proximité de la France en matière de main-d'œuvre. La présence de ces entreprises dans la région est source de dynamisme importante pour toute la région. La production horlogère à la vallée de Joux se concentre principalement sur le haut de gamme.

## Personnalités liées à la région
- Anne-Marie Im Hof-Piguet (1916-2010), Juste parmi les nations.
- Pierre Aubert (1929-2023), conseiller d'État vaudois.